# Performing Chicken EP
Performing Chicken è il primo EP del tastierista statunitense Money Mark, pubblicato nel 1994 dalla Fido Speaks.
Contiene alcune tracce successivamente inserite nell'album di debutto Mark's Keyboard Repair, pubblicato l'anno successivo.

## Tracce
1. Pretty Pain
2. No Fighting
3. Ba Ba Ba Boom
4. Have Clav Will Travel
5. Don't Miss the Boat
6. Sunday Gardena Blvd.
7. Insects Are All Around Us
8. Scenes From...
9. Poets Walk
10. Spooky
11. Cry